# 莫斯克里克鎮區 (密蘇里州卡羅爾縣)
莫斯克里克鎮區（英語：Moss Creek Township）是位於美國密蘇里州卡羅爾縣的一個行政鎮區。

## 地方資料
莫斯克里克鎮區的面積為94.47平方千米，皆為陸地。根據2020年美國人口普查的數據，當地共有人口96人，而人口密度為每平方千米1.02人。